# Rosmalen Open 2024 - Qualificazioni singolare femminile
Le qualificazioni del singolare femminile del Rosmalen Open 2024 sono state un torneo di tennis preliminare per accedere alla fase finale della manifestazione disputate l'8 e il 9 giugno 2024. Le vincitrici dell'ultimo turno entreranno di diritto nel tabellone principale. In caso di ritiro di una o più giocatrici aventi diritto a questi subentreranno le lucky loser, ossia le giocatrici che perderanno nell'ultimo turno ma che avevano una classifica più alta rispetto alle altre partecipanti che avevano comunque perso nel turno finale.

## Teste di serie
1. Aljaksandra Sasnovič (qualificata)
2. McCartney Kessler (ultimo turno)
3. Lulu Sun (ultimo turno)
4. Taylah Preston (ultimo turno)
5. Elizabeth Mandlik (qualificata)
6. Viktória Hrunčáková (primo turno)

1. Eva Lys (ultimo turno, ritirata)
2. Dalma Gálfi (qualificata)
3. Jessika Ponchet (qualificata)
4. Zeynep Sönmez (ultimo turno)
5. Robin Montgomery (qualificata)
6. Natalija Stevanović (primo turno)

## Qualificate
1. Aljaksandra Sasnovič
2. Dalma Gálfi
3. Robin Montgomery

1. Jessika Ponchet
2. Elizabeth Mandlik
3. Eva Vedder

## Tabellone

### Legenda
| - Q = Qualificato - WC = Wild card - LL = Lucky loser | - ALT = Alternate - SE = Special Exempt - PR = Protected Ranking | - w/o = Walkover - r = Ritirato - d = Squalificato |

### Sezione 1
|  | Primo turno | Primo turno          | Primo turno          | Primo turno | Primo turno |  |  | Ultimo turno | Ultimo turno         | Ultimo turno         | Ultimo turno | Ultimo turno |  |
|  |             |                      |                      |             |             |  |  |              |                      |                      |              |              |  |
|  | 1           | Aljaksandra Sasnovič | Aljaksandra Sasnovič | 6           | 6           |  |  |              |                      |                      |              |              |  |
|  | WC          | Bibiane Schoofs      | Bibiane Schoofs      | 2           | 4           |  |  | 1            | Aljaksandra Sasnovič | Aljaksandra Sasnovič | 7            | 7            |  |
|  |             | Tereza Martincová    | Tereza Martincová    | 6           | 6           |  |  |              | Tereza Martincová    | Tereza Martincová    | 5            | 65           |  |
|  | 12          | Natalija Stevanović  | Natalija Stevanović  | 2           | 4           |  |  |              |                      |                      |              |              |  |

### Sezione 2
|  | Primo turno | Primo turno       | Primo turno | Primo turno | Primo turno |  |  | Ultimo turno | Ultimo turno      | Ultimo turno      | Ultimo turno | Ultimo turno |  |
|  |             |                   |             |             |             |  |  |              |                   |                   |              |              |  |
|  | 2           | McCartney Kessler | 4           | 6           | 6           |  |  |              |                   |                   |              |              |  |
|  |             | Anouk Koevermans  | 6           | 3           | 1           |  |  | 2            | McCartney Kessler | McCartney Kessler | 3            | 67           |  |
|  |             | Marina Stakusic   | 6           | 1           | 2           |  |  | 8            | Dalma Gálfi       | Dalma Gálfi       | 6            | 7            |  |
|  | 8           | Dalma Gálfi       | 3           | 6           | 6           |  |  |              |                   |                   |              |              |  |

### Sezione 3
|  | Primo turno | Primo turno      | Primo turno      | Primo turno | Primo turno |  |  | Ultimo turno | Ultimo turno     | Ultimo turno     | Ultimo turno | Ultimo turno |  |
|  |             |                  |                  |             |             |  |  |              |                  |                  |              |              |  |
|  | 3           | Lulu Sun         | Lulu Sun         | 6           | 6           |  |  |              |                  |                  |              |              |  |
|  |             | Dalila Jakupović | Dalila Jakupović | 4           | 1           |  |  | 3            | Lulu Sun         | Lulu Sun         | 64           | 5            |  |
|  | WC          | Annelin Bakker   | 4                | 6           | 2           |  |  | 11           | Robin Montgomery | Robin Montgomery | 7            | 7            |  |
|  | 11          | Robin Montgomery | 6                | 3           | 6           |  |  |              |                  |                  |              |              |  |

### Sezione 4
|  | Primo turno | Primo turno       | Primo turno       | Primo turno | Primo turno |  |  | Ultimo turno | Ultimo turno    | Ultimo turno | Ultimo turno | Ultimo turno |  |
|  |             |                   |                   |             |             |  |  |              |                 |              |              |              |  |
|  | 4           | Taylah Preston    | Taylah Preston    | 6           | 7           |  |  |              |                 |              |              |              |  |
|  |             | Isabella Šinikova | Isabella Šinikova | 3           | 64          |  |  | 4            | Taylah Preston  | 7            | 65           | 4            |  |
|  |             | Jana Kaladzinskja | Jana Kaladzinskja | 0           | 3           |  |  | 9            | Jessika Ponchet | 69           | 7            | 6            |  |
|  | 9           | Jessika Ponchet   | Jessika Ponchet   | 6           | 6           |  |  |              |                 |              |              |              |  |

### Sezione 5
|  | Primo turno | Primo turno               | Primo turno | Primo turno | Primo turno |  |  | Ultimo turno | Ultimo turno      | Ultimo turno      | Ultimo turno | Ultimo turno |  |
|  |             |                           |             |             |             |  |  |              |                   |                   |              |              |  |
|  | 5           | Elizabeth Mandlik         | 3           | 6           | 6           |  |  |              |                   |                   |              |              |  |
|  |             | Amanda Anisimova          | 6           | 3           | 2           |  |  | 5            | Elizabeth Mandlik | Elizabeth Mandlik | 6            | 6            |  |
|  | WC          | Isis Louise van den Broek | 6           | 2           | 1           |  |  | 10           | Zeynep Sönmez     | Zeynep Sönmez     | 1            | 4            |  |
|  | 10          | Zeynep Sönmez             | 4           | 6           | 6           |  |  |              |                   |                   |              |              |  |

### Sezione 6
|  | Primo turno | Primo turno         | Primo turno         | Primo turno | Primo turno |  |  | Ultimo turno | Ultimo turno | Ultimo turno | Ultimo turno | Ultimo turno |  |
|  |             |                     |                     |             |             |  |  |              |              |              |              |              |  |
|  | 6           | Viktória Hrunčáková | Viktória Hrunčáková | 3           | 65          |  |  |              |              |              |              |              |  |
|  |             | Eva Vedder          | Eva Vedder          | 6           | 7           |  |  |              | Eva Vedder   | Eva Vedder   | 6            | 0            |  |
|  | WC          | Michaëlla Krajicek  | Michaëlla Krajicek  | 2           | 6           |  |  | 7            | Eva Lys      | Eva Lys      | 3            | 0r           |  |
|  | 7           | Eva Lys             | Eva Lys             | 6           | 7           |  |  |              |              |              |              |              |  |